# 1480 Aunus
Az 1480 Aunus (ideiglenes jelöléssel 1938 DK) a Naprendszer kisbolygóövében található aszteroida. Yrjö Väisälä fedezte fel 1938. február 18-án, Turkuban.